# Kisvárdai vár

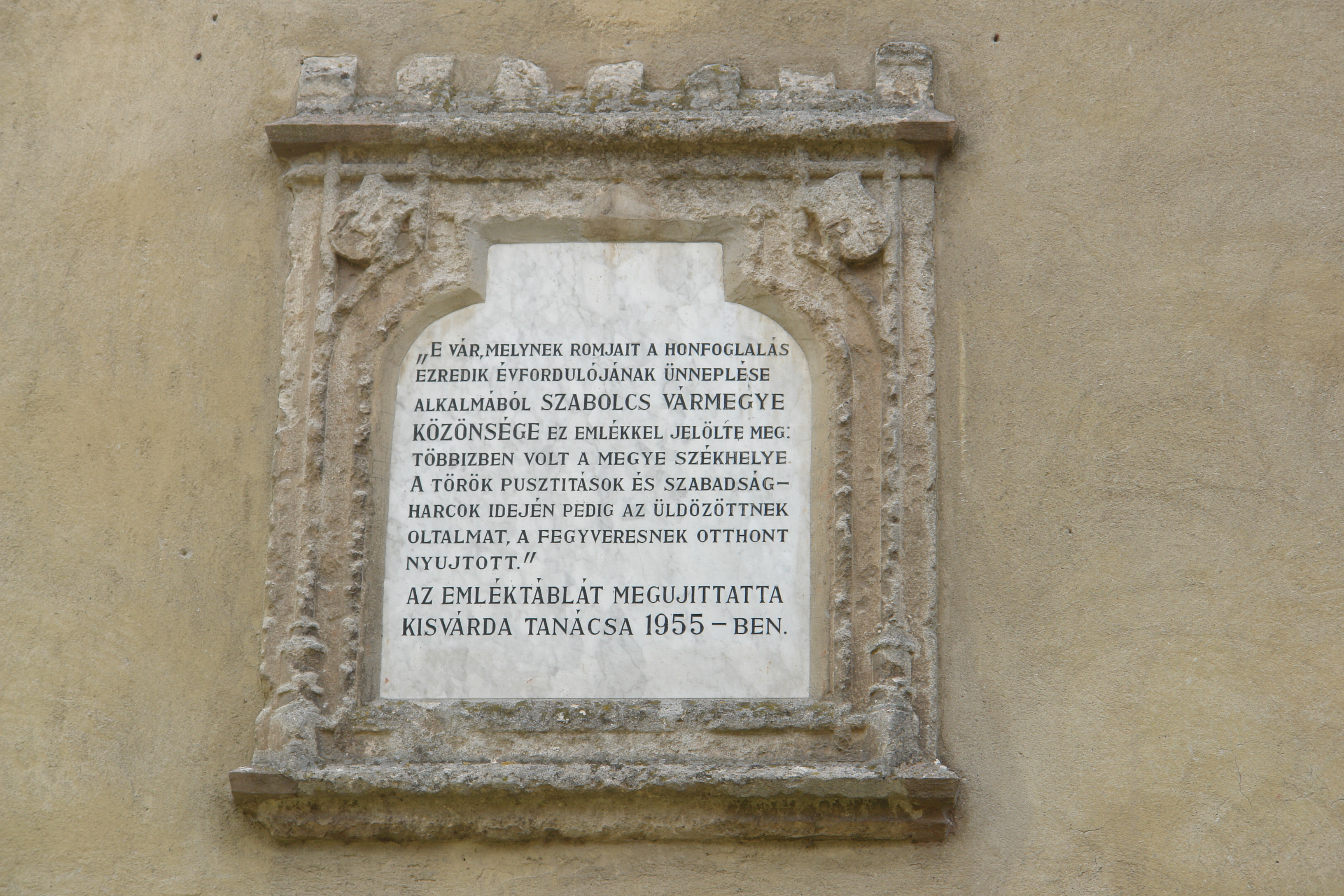

A kisvárdai vár Kisvárda egyik fő nevezetessége, amelyben ma a kisvárdai Várszínház működik. A város történelmi központjának északnyugati szélén helyezkedik el, a belvárostól bő fél kilométerre, a 4149-es út közelében.

## A vár története
A vár területén talált őskori leletek alapján azt feltételezik, hogy a helyen őskori földvár lehetett. Várdát és birtokosát, a Várday nemesi családot első ízben egy 1280-as oklevél említi.
Viszonylag későn, a Luxemburgi Zsigmond király által 1400-ban kiadott okiratból értesülünk róla, hogy a nemesi család engedélyt kapott egy vár (castrum) létesítésére. 1465-ben Várdai István érsek kezdte el építtetését.
Mivel ez a vidék messze található a hegyektől, építőanyagául az agyagos talaj felhasználásával készített, kiégetett téglát választották, melyből egy hosszúkás, minden oldalán lakóhelyiségekkel övezett erősséget emeltek az egykori mesteremberek. Szerencsés módon fennmaradtak az évtizedekig elhúzódó építkezésről szóló feljegyzések, így tudni, hogy a robotban dolgozó jobbágyok mellett mintegy harminc mesterember (téglaégető, pallér, kőműves) szorgoskodott a Várday família új rezidenciájának létrehozásában.
A belső lakótömböt egy többszörösen levert facölöpökből álló külsővár is kerítette, melyben a helyőrség, az istállók és a raktárak kerültek elhelyezésre. Jellegzetes része az öregtorony. Az egész nagy területű várat mély vizesárok és mocsaras terep oltalmazta a váratlan lerohanástól.
A viszonylagos békés éveket a 16. században felváltották a törökkel vívott mohácsi vesztes csata utáni belháborúk. A Szapolyai János király ellenében szintén magyar uralkodóvá választott Habsburg Ferdinánd híveinek évtizedekig tartó csatározásai során többször is gazdát cserélt Kisvárda. Birtokosai a várat igyekeztek az ágyúkkal vívott hadviselésekkel szemben ellenállóvá tenni. Jelentős hadi szerepe földrajzi helyzetéből eredt, mivel falai a királyi Magyarország és a török árnyékában függetlenné váló Erdélyi fejedelemség közötti ütközőzónában emelkedtek.
A II. Rákóczi Ferenc vezette kuruc szabadságharc kitörése idején, falai mögé húzódtak a megriadt szabolcsi nemesek. A szabadságharc alatt Rákóczi utánpótlási központja, foglyok őrzőhelye és átvonuló szállás volt. Maga a fejedelem négyszer is megfordult falai között, utolsó seregszemléjét 1711 januárjában itt végezte el.
A békésebb évszázadokban a környékbeli lakosság szekérszámra vitte el értékes téglaanyagát, mígnem 1828-ban a vármegyei hatóságok ezt megtiltották, hogy a „vár fennálló falát, mint betses régiséget meg hagyja a Földes Uraság a mostani állapottyába”. Ez a határozat a magyar műemlékvédelem egyik első dokumentuma. A vár maradványait a 19. században parkkal vették körül, ahol különböző szabadtéri ünnepségeket tartottak. Az első világháború után elhanyagolt állapotba került. 1954-ben a sportpálya építés előkészületei kapcsán a várat feltárták, ennek eredményeképpen 1958-1960 között a maradványokat helyreállították.
A vár a Nemzeti Kastélyprogram és Nemzeti várprogram keretén belül újul meg. A felújítás során megtörténik a belső vár részleges rekonstrukciója és romkonzerválás (teljes elemek), kiállítóterek kerülnek kialakításra, amelyben megvalósul a kiállítás,  felidézésre kerül a belső várárok (tájépítészeti elemekkel és növényzettel), a palánkhíd és környéke tájépítészeti eszközökkel érzékeltetett mocsári hangulattal, belső színpad és nézőtér épül maximum 350 fő számára, valamint külső mobil nagyszínpad és lelátó land art elemekkel kiépítve és nem utolsósorban lezajlik az általános környezetrendezés.

## Légifotó-galéria

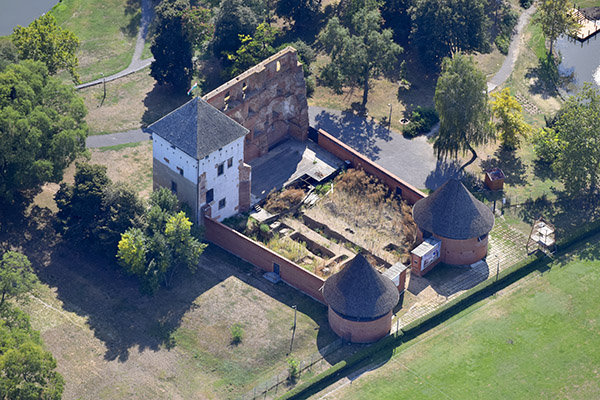
A vár 2018-ban északkelet felől
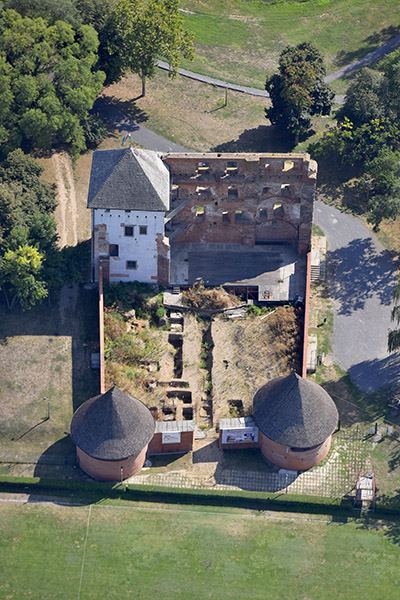
A vár 2018-ban észak felől
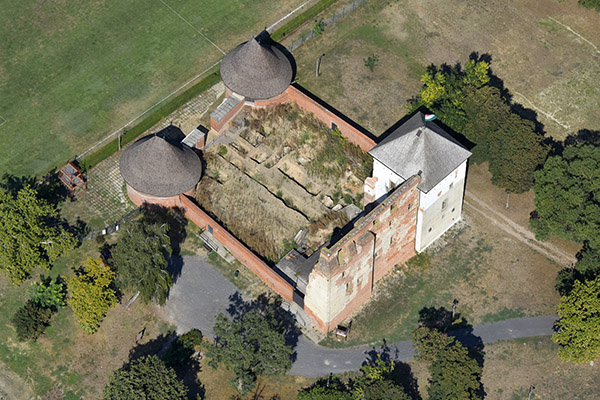
A vár 2018-ban délnyugat felől
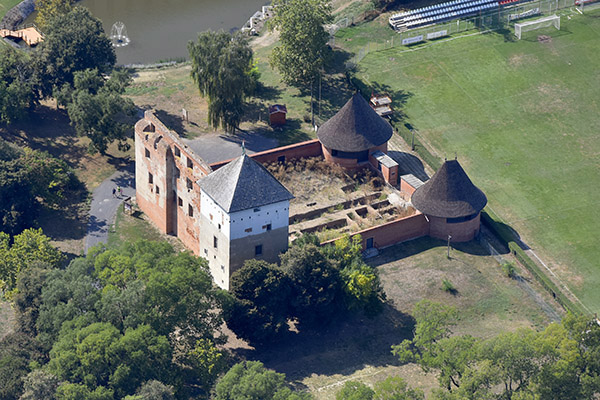
A vár 2018-ban délkelet felől